# Bernhard Goetzke

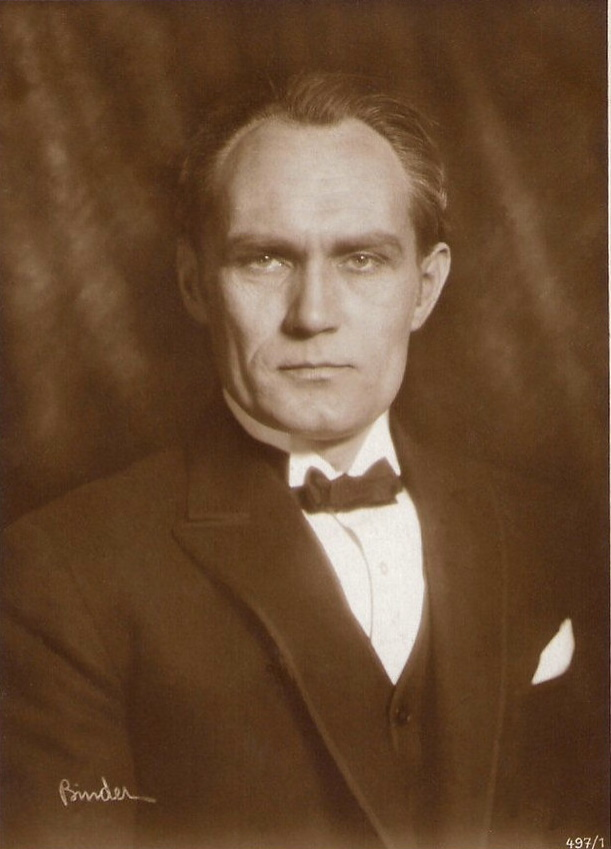
Bernhard Goetzke, 1922

Bernhard Goetzke (Danzica, 5 giugno 1884 – Berlino, 7 ottobre 1964) è stato un attore tedesco.

## Biografia
Studiò recitazione a Düsseldorf e a Dresda, e la sua carriera teatrale ebbe inizio a Berlino nel periodo della prima guerra mondiale; fu scoperto dal regista austriaco Joe May che lo fece debuttare nel cinema nel 1918
Girò alcune pellicole sotto la direzione di altri registi, ma la sua consacrazione arrivò nel 1921 con il film Il sepolcro indiano diretto da May. Divenuto quindi uno dei maggiori attori tedeschi del muto, nello stesso anno prese parte ad altri tre film importanti, quali I fratelli Karamazoff, Destino e Il dottor Mabuse.
Noto anche a livello internazionale, girò film anche in Inghilterra, Francia e Italia, dove nel 1926 fu tra i principali interpreti del film Gli ultimi giorni di Pompei. La sua carriera cinematografica proseguì anche nel sonoro fino ai primi anni quaranta, e si specializzò in ruoli impegnativi, interpretando spesso personaggi autoritari.
Goetzke non abbandonò mai l'attività teatrale che svolse fino alla morte.
Morì a Berlino, il 7 ottobre 1964.

## Filmografia parziale
- Furcht, regia di Robert Wiene (1917)
- Todesurteil, regia di Martin Berger (1919)
- Die Japanerin, regia di Ewald André Dupont (1919)
- Anita Jo, regia di Dimitri Buchowetzki (1919)
- Veritas vincit, regia di Joe May (1919)
- Zwischen Tod und Leben, regia di Arthur Wellin (1919)
- Die Pantherbraut, regia di Léo Lasko (1919)
- Madame du Barry (Madame Dubarry), regia di Ernst Lubitsch (1919)
- Nach dem Gesetz, regia di Willy Grunwald (1919)
- Un affare misterioso (Unheimliche Geschichten), regia di Richard Oswald (1919)
- Der Dolch des Malayen, regia di Léo Lasko (1919)
- Der Karneval der Toten, regia di Emmerich Hanus (1919)
- Zügelloses Blut. 1. Luxusfieber, regia di Jaap Speyer (1920)
- Zügelloses Blut. 2. Die Diamantenfalle, regia di Jaap Speyer (1920)
- Tötet nicht mehr, regia di Lupu Pick (1920)
- Nirvana - 1. Teil: Das Haus des Schreckens, regia di Fritz Bernhardt (1920)
- Nirvana - 2. Teil: Der Überfall auf die Telegraphenstation, regia di Fritz Bernhardt (1920)
- Nirvana - 3. Teil: Der Ruf über das Meer, regia di Fritz Bernhardt (1920)
- Nirvana - 4. Teil: Die brennende Stadt, regia di Fritz Bernhardt (1920)
- Nirvana - 5. Teil: Der unterirdische Tempel, regia di Fritz Bernhardt (1920)
- Nirvana - 6. Teil: Die Sühne, regia di Fritz Bernhardt (1920)
- Menschen, regia di Martin Berger (1920)
- Dämon der Welt. 2. Wirbel des Verderbens, regia di Siegfried Dessauer e William Kahn (1920)
- Die 999. Nacht, regia di Fred Sauer (1920)
- Das Gesetz der Wüste, regia di Fred Sauer (1920)
- Die Jagd nach dem Tode, regia di Karl Gerhardt (1920)
- Die Jagd nach dem Tode 2.Teil: Die verbotene Stadt, regia di Karl Gerhardt (1920)
- Der Schädel der Pharaonentochter, regia di Otz Tollen (1920)
- Puppen des Todes, regia di Reinhard Bruck (1920)
- Der Tod im Nacken, regia di Fred Sauer (1920)
- Symphonie des Todes, regia di Dimitri Buchowetzki (1921)
- Das indische Grabmal zweiter Teil - Der Tiger von Eschnapur, regia di Joe May
- Der Mord ohne Täter, regia di Ewald André Dupont (1921)
- Das Geheimnis von Bombay, regia di Artur Holz (1921)
- Toteninsel, regia di Carl Froelich (1921)
- Die Brüder Karamasoff, regia di Carl Froelich e (non accreditato) Dimitri Buchowetzki (1921)
- Opfer der Keuschheit, regia di Manfred Noa (1921)
- Der Frauenarzt, regia di Reinhard Bruck (1921)
- Tschetschensen-Rache, regia di Charles Willy Kayser (1921)
- Die Jagd nach dem Tode - 3. Teil: Der Mann im Dunkel, regia di Karl Gerhardt (1921)
- Die Verschwörung zu Genua, regia di Paul Leni (1921)
- Die Jagd nach dem Tode - 4. Teil: Die Goldmine von Sar-Khin, regia di Karl Gerhardt (1921)
- Destino (Der müde Tod), regia di Fritz Lang (1921)
- Das indische Grabmal erster Teil - Die Sendung des Yoghi, regia di Joe May (1921)
- Aus dem Schwarzbuch eines Polizeikommissars, 2. Teil: Verbrechen aus Leidenschaft, regia di Alfred Halm e Emmerich Hanus (1921)
- Kinder der Finsternis - 1. Der Mann aus Neapel, regia di Ewald André Dupont (1921)
- Kinder der Finsternis - 2. Kämpfende Welten, regia di Ewald André Dupont (1922)
- Könnyved, der große Unbekannte, regia di Frederik Larsen (1922)
- C.d.E., regia di Rolf Petersen (1922)
- Theonis, la donna dei faraoni (Das Weib des Pharao), regia di Ernst Lubitsch (1922)
- Il dottor Mabuse (Dr. Mabuse, der Spieler), regia di Fritz Lang (1921)
- Vanina oder Die Galgenhochzeit, regia di Arthur von Gerlach (1922)
- Peter der Große, regia di Dimitri Buchowetzki (1922)
- I nibelunghi (Die Niebelungen), regia di Fritz Lang (1924)
- Die Nibelungen: Kriemhilds Rache, regia di Fritz Lang (1924)
- Il furfante (Die Prinzessin und der Geiger), regia di Graham Cutts (1925)
- Briefe, die ihn nicht erreichten, regia di Friedrich Zelnik (1925)
- I fratelli Karamazoff (Die Brüder Karamasoff), regia di Carl Froelich (1921)
- Gli ultimi giorni di Pompei, regia di Carmine Gallone (1926)
- L'aquila della montagna (The Mountain Eagle), regia di Alfred Hitchcock (1926)
- Assolto (Schuldig), regia di Johannes Meyer (1928)
- Tragedia al circo Royal (Tragödie im Zirkus Royal), regia di Alfred Lind (1928)
- Die Sache mit Schorrsiegel, regia di Jaap Speyer (1928)
- Salamandra (Salamandra), regia di Grigorij L'vovič Rošal' (1928)
- Der Henker, regia di Theodor Sparkuhl, Adolf Trotz (1928)
- Die Todesfahrt im Weltrekord, regia di Kurt Blachy (1929)
- Il conte di Montecristo (Monte Cristo), regia di Henri Fescourt (1929)
- Frühlingserwachen, regia di Richard Oswald (1929)
- Alraune la figlia del male (Alraune), regia di Richard Oswald (1930)
- Dreyfus, regia di Richard Oswald (1930)
- Goroda i gody
- 1914, die letzten Tage vor dem Weltbrand
- Arme, kleine Eva
- Stürmisch die Nacht, regia di Kurt Blachy (1931)
- Schachmatt, regia di Georg Asagaroff (1931)
- Zwischen Nacht und Morgen, regia di Gerhard Lamprecht
- Erämaan turvissa
- Die Koffer des Herrn O.F., regia di Alexis Granowsky (1931)
- Luise, Königin von Preußen, regia di Carl Froelich (1931)
- Nachtkolonne, regia di James Bauer (1932)
- Rasputin, Dämon der Frauen, regia di Adolf Trotz (1932)
- Einmal möcht' ich keine Sorgen haben, regia di Max Nosseck (1932)
- Der tolle Bomberg, regia di Georg Asagaroff (1932)
- Teilnehmer antwortet nicht, regia di Rudolph Cartier e Marc Sorkin (1932)
- Gli undici ufficiali di Schill
- Ballhaus goldener Engel, regia di Georg C. Klaren (1932)
- Die Tänzerin von Sans Souci, regia di Frederic Zelnik (1932)
- Theodor Körner, regia di Carl Boese (1932)
- L'ussaro nero (Der schwarze Hussar), regia di Gerhard Lamprecht (1932)

- Viktoria, regia di Carl Hoffmann (1935)

- Missione eroica (Eskapade), regia di Erich Waschneck (1936)
- Il corriere dello zar (Der Kurier des Zaren), regia di Richard Eichberg (1936)
- Fridericus, regia di Johannes Meyer (1937)
- La vita del dottor Koch (Robert Koch, der Bekämpfer des Todes), regia di Hans Steinhoff (1939)
- Treno di lusso (Salonwagen E 417), regia di Paul Verhoeven (1939)
- Süss l'ebreo (Jud Süß), regia di Veit Harlan (1940)
- Io accuso (Ich klage an), regia di Wolfgang Liebeneiner (1941)
- Il grande re (Der große König), regia di Veit Harlan (1942)
- Die Entlassung, regia di Wolfgang Liebeneiner (1942)